# Andrea Collinelli
Andrea Collinelli (Ravenna, 2 luglio 1969) è un ex pistard e ciclista su strada italiano.
Specializzato nell'inseguimento, fu campione olimpico nell'inseguimento individuale nel 1996.

## Carriera
Collinelli raggiunse l'apice della sua carriera a metà degli anni novanta, con la vittoria ai Giochi della XXVI Olimpiade di Atlanta, conquistando la medaglia d'oro nell'inseguimento individuale e stabilendo anche due volte il record mondiale della specialità (4'19"699 nei turni di qualificazione e 4'19"153 nei quarti di finale). Quest'ultimo però non fu omologato in quanto Collinelli non riuscì a svolgere l'esame antidoping (facoltativo ma obbligatorio solo in caso di record) quel giorno per motivi di tempo e si mise a disposizione per il giorno successivo, cosa che il regolamento non prevedeva.
Nonostante l'alloro olimpico, non ha mai vinto un campionato del mondo nella prova individuale, arrivando due volte secondo (1995 e 1996) e una volta terzo (1997), riuscendo tuttavia a vincerne due nell'inseguimento a squadre (1996 e 1997), oltre al bronzo del 1998. Nel 1998, ai mondiali di Bordeaux, conquistò anche la medaglia d'argento nell'americana, in coppia con Silvio Martinello.
Terminata la carriera agonistica, è entrato a far parte del settore tecnico della nazionale italiana di ciclismo su pista, in particolare nel settore dell'endurance.

## Palmarès

### Pista
- 1995

6ª tappa Coppa del mondo, Inseguimento individuale  (Manchester)
- 1996

Giochi olimpici, Inseguimento individuale (Atlanta)
Campionati del mondo, Inseguimento a squadre (con Adler Capelli, Cristiano Citton e Mauro Trentini)
5ª tappa Coppa del mondo, Inseguimento individuale  (Cottbus)
- 1997

Campionati del mondo, Inseguimento a squadre (con Mario Benetton, Adler Capelli e Cristiano Citton)
3ª tappa Coppa del mondo, Inseguimento individuale (Fiorenzuola)
Sei giorni di Bassano del Grappa (con Cristiano Citton)
Campionati italiani, Inseguimento a squadre (con Mario Benetton, Cristiano Citton e Gianfranco Contri)
- 1998

3ª tappa Coppa del mondo, Americana (Berlino)
4ª tappa Coppa del mondo, Inseguimento a squadre (Hyères)
Sei giorni di Grenoble (con Adriano Baffi)
Campionati italiani, Americana (con Adriano Baffi)
- 1999

Sei giorni delle Rose (con Mario Cipollini)
Sei giorni di Grenoble (con Adriano Baffi)
- 2000

Sei giorni delle Rose (con Silvio Martinello)
3ª tappa Coppa del mondo, Inseguimento a squadre (Città del Messico)
4ª tappa Coppa del mondo, Inseguimento a squadre (Torino)
Campionati italiani, Americana (con Silvio Martinello)

### Strada
- 1997

7ª tappa Circuit des Mines
7ª tappa Olympia's Tour

## Piazzamenti

### Competizioni mondiali
- Campionati del mondo su pista

Bergamo 1987 - Inseg. a squadre Junior: 2º
Bogotá 1995 - Inseguimento individuale: 2º
Bogotá 1995 - Inseguimento a squadre: 6º
Manchester 1996 - Inseguimento individuale: 2º
Manchester 1996 - Inseguimento a squadre: vincitore
Perth 1997 - Inseguimento individuale: 3º
Perth 1997 - Inseguimento a squadre: vincitore
Perth 1997 - Americana: 6º
Bordeaux 1998 - Inseguimento a squadre: 3º
Bordeaux 1998 - Americana: 2º
Berlino 1999 - Inseguimento individuale: 8º
- Giochi olimpici

Atlanta 1996 - Inseguimento individuale: vincitore
Atlanta 1996 - Inseguimento a squadre: 4º